# روکیا ترائوره
روکیا ترائوره (فرانسوی: Rokia Traoré‎؛ زادهٔ ۲۶ ژانویهٔ ۱۹۷۴) موسیقی‌دان اهل مالی است. وی از سال ۱۹۹۷ میلادی تاکنون مشغول فعالیت بوده‌است.

## زندگی‌نامه
ترائوره در ۱۹۷۴ میلادی در مالی در غرب آفریقا به دنیا آمد. او فرزند یک دیپلمات بود و کودکی خود را در کشورهایی چون الجزایر، فرانسه، عربستان سعودی، و بلژیک گذراند. روکیا با موسیقی‌هایی چون جز، بلوز، فانک، و راک آشنا شد. او نخستین آلبوم خود را در ۱۹۹۸ میلادی منتشر کرد. دومین آلبوم ترائوره در سال ۲۰۰۰ میلادی منتشر شد که آهنگسازی و تنظیم تمام آن توسط خود او انجام شده بود. نیویورک تایمز آن را نامزد آلبوم سال به انتخاب منتقدهایش کرد. هر دو آلبوم نخست او جزو آلبوم‌های پرفروش موسیقی ملل در اروپا بودند.
ترائوره در ۲۰۰۶ میلادی و همزمان با ۲۵۰مین سالگرد تولد موتسارت، اپرایی ساخت که اجراهای موفقیت‌آمیزی از آن در سراسر اروپا بر روی صحنه رفت. ترائوره همچنین در سال ۲۰۱۵ میلادی به‌عنوان یکی از داوران بخش اصلی جشنواره فیلم کن ۲۰۱۵ انتخاب شد.
ترائوره ترانه‌هایش را به زبان انگلیسی نمی‌خواند. زبان مادری او بامبارایی است. حقوق زنان، صلح، و کودکان طلاق برخی از مضمون‌های ترانه‌های او است.